# Andreas Frick (Theologe)
Andreas Frick (* 13. April 1964 in Aachen) ist ein deutscher römisch-katholischer Priester und ehemaliger Generalvikar des Bistums Aachen. Seit Juli 2024 ist er Hauptgeschäftsführer des Bischöflichen Hilfswerks Misereor.

## Leben
Frick erlangte 1983 am Franziskus-Gymnasium in Vossenack (Hürtgenwald) sein Abitur. Er empfing am 10. Oktober 1989 in Rom die Priesterweihe vom damaligen Kardinal Joseph Ratzinger. 1997 schloss er das Studium der Theologie mit der Promotion ab. Nach den Kaplansjahren in der Pfarrei St. Nikolaus in Meerbusch-Osterath war er von 1997 bis 2007 Domvikar am Hohen Dom zu Aachen. Von 1997 bis 2004 übernahm er die Leitung der Pfarrei St. Foillan in Aachen, von 2003 bis 2004 war er Leiter der Gemeinschaft der Gemeinden Aachen-Mitte.
Andreas Frick wurde danach Direktor am Pauluskolleg in Bonn, dem Theologenkonvikt des Bistums Aachen (2004 bis 2007). Er war im Diözesanpriesterrat und im Kuratorium für die Fortbildung der Priester tätig. Von 2005 bis 2015 war er Richter am kirchlichen Arbeitsgericht erster Instanz der nordrhein-westfälischen Bistümer. Er ist Bischöflicher Beauftragter für das Klarissenkloster „Maria Lind“ in Waldfeucht-Braunsrath und bis 2007 war er Beauftragter für die niederrheinische Ordensprovinz Maria Regina der „Schwestern unserer lieben Frau“ in Grefrath-Mülhausen. Ab 2007 leitete Andreas Frick die Pfarrei St. Peter und Paul in Eschweiler und war Leiter der Gemeinschaft der Gemeinden Eschweiler-Mitte. Am 9. Januar 2015 übernahm er das Amt des Generalvikars des Bistums Aachen und wurde am selben Tag zum residierenden Domkapitular ernannt.
Mit dem Rücktritt Bischof Heinrich Mussinghoffs am 8. Dezember 2015 endete auch Fricks Amt als Generalvikar und er wurde zum Stellvertreter des Diözesanadministrators berufen. Mussinghoffs Nachfolger Helmut Dieser ernannte ihn am 12. November 2016 erneut zum Generalvikar. Am 8. Dezember 2023 nahm Bischof Helmut Dieser mit Wirkung zum 12. Januar 2024 den Abschied Fricks vom Amt des Generalvikars an; Frick begründete seinen Amtsverzicht mit seinem Wunsch, sich nach neun Jahren in dem Amt „noch einmal neuen Aufgaben zu stellen“. Im Februar 2024 teilte das Bischöfliche Hilfswerk Misereor mit, dass Andreas Frick am 1. Juli 2024 das Amt des Hauptgeschäftsführers von Misereor von Pirmin Spiegel übernehmen wird. Misereor hat seinen Sitz in Aachen.
Seit 1988 ist er Mitglied der katholischen Studentenverbindung KAV Capitolina Rom. Seit dem 10. Juli 2015 ist er außerdem Ehrenphilister der KDStV Franconia Aachen.